# 요한네스 아비크

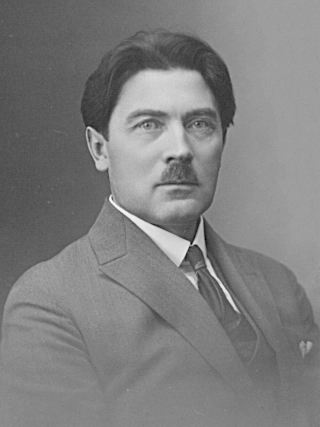
요한네스 아비크

요한네스 아비크(에스토니아어: Johannes Aavik, 1880년 12월 8일 ~ 1973년 3월 18일)는 에스토니아의 철학자이자 언어개혁가로 에스토니아어 근대화 및 발전에 커다란 공헌을 하였다.

## 생애
사레 주의 란드베레라는 마을에서 태어났으며, 타르투 대학교와 네진 대학교에서 역사학을 전공하였다. 민족주의 단체인 "젊은 에스토니아 운동"의 일원이었으며, 1910년에는 핀란드 헬싱키 대학교에서 로망스어 분야의 박사학위를 받았다. 1926년부터 1933년 동안에는 타르투 대학교에서 에스토니아어와 프랑스어를 가르쳤다. 1934년에는 에스토니아 교육부에 발탁되어 일선학교의 교수법 지도 및 감독 업무를 맡았다. 그는 1944년 소련군대의 침략을 피해 스웨덴 스톡홀름으로 이주했으며, 사망할 때까지 그곳에서 살았다.

## 언어 개혁
아비크는 언어를 문화의 결집체이자 문화를 표현해 낼 수 있는 도구로 보았다. 젊은 에스토니아 운동의 멤버로서 그는 에스토니아어가 근대의 모든 문물과 사상을 담아낼 수 있게끔 발전되어야 비로소 에스토니아가 서구 유럽 문명에 소속될 자격이 있다고 보았다. 이 때문에 아비크는 문법의 정립, 정서법의 확립, 어휘의 개발등을 다각도로 추구하면서 에스토니아어의 체계화와 문체의 세련을 추구하였다. 그가 주도한 에스토니아어의 개혁작업은 1905년에 시작되어 20세기 중반까지 계속되었고, 많은 문인과 지식인들이 그의 개혁 작업을 지지하였다.
아비크는 여러 인위적인 방법을 통해 언어개혁을 꾀하였는데, 명사에서 동사형을 추출해 내거나, 14개에 달하는 에스토니아어의 격을 간소화하고, 긴 단어를 짧은 꼴로 바꾸었다. 또한 기존의 전거없이 임의의 음소에 뜻을 결합한 창조적 조어법이란 방법을 통하여 약 4000개 이상의 새 단어를 만들었으며, 에스토니아의 시골 방언과 핀란드어, 독일어 등의 외국어에서도 적극적으로 외래어를 도입하여 에스토니아어의 어휘를 풍부하게 만들었다. 아비크의 개혁 결과 그가 다져놓은 문법의 틀속에서 새로운 개념을 나타내는 단어가 매년 필요에 의해 생성될 수 있게 조어법이 정비되었다. 그의 개혁 작업은 독일어의 영향 아래 독일어 어순과 거의 비슷했던 에스토니아어가 20년 사이에 어순까지 뒤바뀔 정도로 크고 철저한 것이었다. 오늘날, 에스토니아인들에게 에스토니아어는 에스토니아 문화의 중요한 일부이다.